# Robert III av Flandern
Robert III av Flandern, född 1249, död 1322, var regerande greve av Flandern från 1305 till 1322.